# Clatrosansonia chefyae
Clatrosansonia chefyae is een slakkensoort uit de familie van de Pickworthiidae. De wetenschappelijke naam van de soort is voor het eerst geldig gepubliceerd in 1991 door Rolán, Espinosa & Fernández-Garcés.